# Walter Krueger
Walter Krueger (26 de janeiro de 1881 - 20 de agosto de 1967) foi um General americano de origem alemã. Ele ficou conhecido por seu comando no 6º Exército Americano na área do Pacífico sul durante a Segunda Guerra Mundial. Ele foi o primeiro militar a ir da patente de soldado raso e chegar ao posto de General no Exército dos Estados Unidos.